# Giuseppe Focosi
Giuseppe Focosi (Firenze, 13 agosto 1904 – Firenze, 3 settembre 1950) è stato un calciatore italiano, di ruolo centrocampista.

## Carriera
Cresciuto nella P.G.F. Libertas di Firenze, alla fusione del 1926 passa alla Fiorentina con cui gioca 15 gare nel campionato di Prima Divisione 1926-1927 e 12 gare in massima serie nella stagione 1928-1929.